# NGC 5433
NGC 5433 este o radiogalaxie situată în constelația Câinii de Vânătoare. A fost descoperită în 20 martie 1787 de către William Herschel.